# Frank Henter
Frank Henter (né le 30 janvier 1964) est un ancien nageur ouest-allemand.
Frank a participé aux Jeux olympiques d'été de 1988 de Séoul sur 50 mètres nage libre. Il obtient la septième place en finale avec un temps de 23,03 secondes. Son temps préliminaire a été légèrement plus rapide avec 22,98 secondes.